# Ducas (storico)
Ducas (in greco Δούκας?; 1400 circa – dopo il 1462) è stato uno storico bizantino.
È una delle fonti più importanti degli ultimi decenni dell'Impero bizantino.

## Biografia
Ducas era nipote di Michele Ducas, personaggio che giocò un ruolo importante nelle guerre civili bizantine della metà del XIV secolo. La data della sua nascita non c'è nota, così come il suo nome, apparteneva sicuramente alla famiglia nobiliare bizantina dei Ducas che aveva retto il trono dell'impero nell'XI secolo. Il primo dato biografico sicuro che abbiamo sulla sua vita, è che nel 1421 viveva a Nuova Focea in Asia Minore, dove era segretario del governatore Genovese Giovanni Adorno. Durante il regno dell'ultimo imperatore bizantino Costantino XI Paleologo (1449-1453), lo ritroviamo presso la corte di Costantinopoli, dove aveva ottenuto fama come scrittore. Dopo la caduta di Costantinopoli (1453) per mano dei Turchi ottomani, si rifugiò a Lesbo, dove entrò al servizio della famiglia genovese dei Gattilusi. Egli andò in varie missioni diplomatiche per conto dei Gattilusi presso la corte ottomana, riuscendo a garantire una semi-indipendenza di Lesbo fino al 1462, quando fu presa e annessa nell'impero ottomano dal sultano Mehmed II. È noto che Ducas visse ancora dopo questo evento, ma non ne abbiamo più dati biografici, anche perché è proprio nel 1462 che chiude la sua cronaca.

## Opera
Ducas è autore di una storia dell'impero bizantino e in parte dell'impero ottomano, che va dal 1341 fino al 1462; il suo lavoro è così una continuazione delle cronache di Niceforo Gregora e Giovanni VI Cantacuzeno, ed integra le cronache contemporanee di Giorgio Sfranze e Laonico Calcondila. Nell'opera c'è un capitolo preliminare della cronologia da Adamo a Giovanni V Paleologo, com'era d'abitudine nelle storie bizantine, anche se non raffinato nello stile, la storia dell'impero narrata è affidabile, ed è una delle fonti più preziose degli ultimi anni dell'impero bizantino. Il racconto della caduta di Costantinopoli è di particolare importanza, in quanto Ducas fa notare che fu un forte sostenitore dell'unione della chiesa ortodossa con quella cattolica, ed è molto severo nei confronti di coloro che hanno respinto l'idea di fare appello all'Occidente per intervenire contro gli Ottomani.